# Суленчин
Сулѐнчин (на полски: Sulęcin; на немски: Zielenzig) е град в Западна Полша, Любушко войводство. Административен център е на Суленчински окръг, както и на градско-селската Суленчинска община. Заема площ от 8,56 км2. Към 2011 година населението му възлиза на 10103 души.